# Neolophonotus forcipatus
Neolophonotus forcipatus är en tvåvingeart som först beskrevs av Macquart 1838.  Neolophonotus forcipatus ingår i släktet Neolophonotus och familjen rovflugor. Inga underarter finns listade i Catalogue of Life.